# Lord Commissaire
Les Lords Commissaires (en anglais Lords Commissioners) sont des conseillers privés nommés par le monarque du Royaume-Uni pour exercer, en son nom, certaines fonctions au Parlement, comme présider l'ouverture et la fin des sessions du Parlement, confirmer le choix du Président nouvellement élu de la Chambre des communes et octroyer la sanction royale. L'ensemble des Lords Commissaires forme la Commission royale. Elle comprend au moins trois et, en général cinq, membres dont le Lord Chancelier.
Les Lords Commissaires entrent dans la salle de la Chambre des Lords au moment prévu par le protocole et prennent place sur une structure spéciale installée temporairement pour la durée de la cérémonie. Le Lord Chancelier, le plus important des Lords Commissaires, ordonne alors à l'huissier de la verge noire de convoquer la Chambre des communes. En 2007, le Lord Chancelier étant un membre de la Chambre des communes, le Lord Président du Conseil a exercé cette fonction pour la fin de la session du Parlement le 30 octobre 2007. Toutefois, lors de la nomination en 2009 de John Bercow comme Président de la Chambre des Communes, le Lord Chancelier, Jack Straw, un député, a exercé cette fonction personnellement. Les membres de la Chambre des communes viennent alors à la porte de la Chambre des Lords, saluent trois fois, mais n'entrent pas dans la salle. Le Secrétaire de la Chambre des Lords lit la lettre du monarque qui nomme les Lords Commissaires. Lorsque la séance est terminée, les députés saluent à nouveau trois fois avant de partir.
- (en) Cet article est partiellement ou en totalité issu de l’article de Wikipédia en anglais intitulé « Lords Commissioners » (voir la liste des auteurs).